# Catharus minimus
Catharus minimus là một loài chim trong họ Turdidae.